# Лихтенштайн (Вюртемберг)
Лихтенштайн (нем. Lichtenstein) — община в Германии, в земле Баден-Вюртемберг.
Подчиняется административному округу Тюбинген. Входит в состав района Ройтлинген. Население составляет 8950 человек (на 31 декабря 2010 года). Занимает площадь 34,24 км².
Коммуна подразделяется на 4 сельских округа.
В посёлке находится замок Лихтенштайн постройки 1840—1842 гг.

## Политика

### Местный совет
В результате выборов 13 июня 2004 года места в совете общины распределились следующим образом:
- ХДС — 10 мест;
- Беспартийные — 6 мест;
- СДПГ — 3 места;
- Союз 90/Зелёные — 2 места.

### Бургомистр
По результатам выборов бургомистр наделяется полномочиями на восемь лет. На текущий момент (2007) бургомистром избран Хельмут Кнор, срок нахождения в должности которого истекает 2 января 2011 года.

### Города-побратимы
- Ворепп, Франция (с 1992 года).

## Достопримечательности
- Музей Вильгельма Гауфа в Хонау
- Церковь Св. Власия в Хольценфингене
- Замок Лихтенштейн
- Церковь Йоханнес-кирхе в Унтерхаузене
- Руины крепости в Грайфштайне
- Вокзал Хонау — архитектурный памятник
- Памятник природы — ущелье Небельхёле, 380 м длины
- Памятник природы — ущелье Ольгахёле, 125 м длины

## Экономика и инфраструктура

### Транспорт
Через посёлок проходит федеральная дорога 312 (нем. Bundesstraße 312).

## Фотографии
- Хонау, горы и перевал, 1905 г.
- Памятник Вильгельму Гауфу
- Замок Лихтенштайн